# Creoda av Mercia

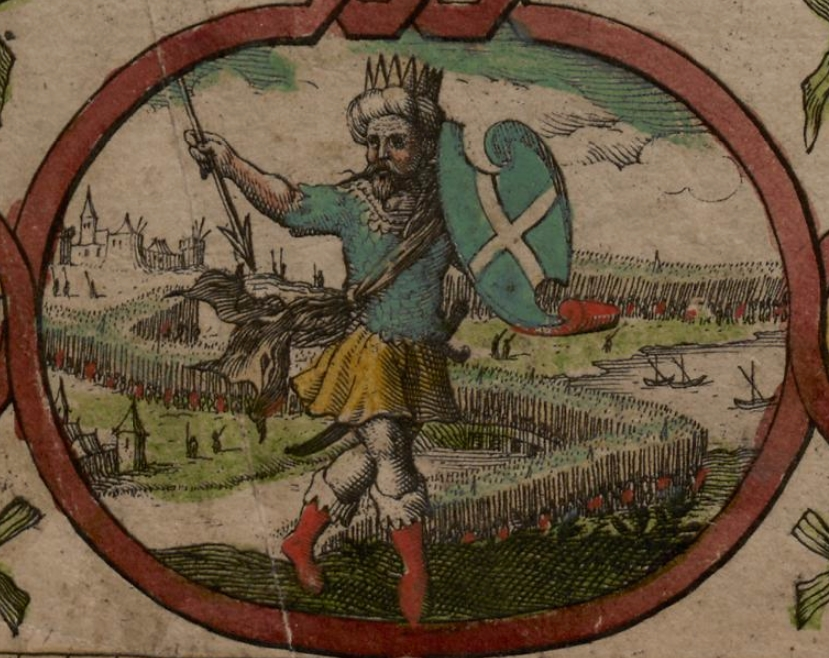

Creoda av Mercia tros ha varit den första kungen av det anglosaxiska kungariket Mercia och regerade i slutet av 500-talet.
Han var son till Cynewald och sonson son till Icel, stamfader till ätten som kallas Iclingas.

## Källa
Den här artikeln är helt eller delvis baserad på material från engelskspråkiga Wikipedia, tidigare version.